# Hanna Westerén
Hanna Carolina Westerén (tidigare Nyman), född 23 september 1981 i Norrahammars församling, Jönköpings län, är en svensk politiker (socialdemokrat). Hon är ordinarie riksdagsledamot sedan 2015, invald för Gotlands läns valkrets.
Westerén är bosatt på Länna i Visby och har varit politiskt aktiv sedan början av 2000-talet. Hon har tidigare arbetat för Försäkringskassan men har verkat som heltidsarvoderad politiker sedan 2010. Hon har haft en plats i Gotlands regionråd och den 1 februari 2015 efterträdde hon Christer Engelhardt som riksdagsledamot. Sedan 2018 är hon gruppledare för socialdemokraterna i miljö- och jordbruksutskottet.
Mellan oktober 2017 och juli 2018 var hon på grund av föräldraledighet ersatt i riksdagen av David Lindvall.